# Michelle Hendry
Michelle Yvonne Hendry, coniugata Carpay (Terrace, 19 marzo 1970), è un'ex cestista canadese.

## Carriera
Con il Canada ha disputato i Giochi olimpici di Sydney 2000, i Campionati mondiali del 1990 e tre edizioni dei Campionati americani (1999, 2001, 2003) dove ha vinto due volte il bronzo (Cuba 1999 e Messico 2003)